# Татарский Сайман
Татарский Сайман (тат. Татар Сайманы) — татарское село в Николаевском районе Ульяновской области.
Входит в состав Поспеловского сельского поселения. Ранее было центром Татарско-Сайманского сельсовета.

## География
Расположено на реках Метлей и Бекшанка в 18 км к северу-западу от райцентра. Вплотную примыкает к селу Чувашский Сайман, будучи отделенным от него р. Метлей.

## История
Село основано в 1686 году служилыми татарами при строительстве Сызранской сторожевой черты.
В 1780 году, при создании Симбирского наместничества, деревня Большой Сайман, крещёных татар, служилых татар, при речке Сайман, и здесь же деревня Сайман (ныне  Чувашский Сайман), крещёных чуваш, помещичьих крестьян, вошла в состав Канадейского уезда.
В 1859 году село Сайман (Векеево) входило в состав 2-го стана Сызранского уезда Симбирской губернии, в котором было четыре магометанских мечетей.
В  1913 году в Большом Саймане (Татарском и Чувашском Сайманах) было 985 дворов, 6 348 жителей, 5 мечетей, школ-медресе — 6; волостное правление, общественная мельница.
В 1920-х годах село было разделено на Татарский Сайман и Чувашский Сайман.
В 1930 году был создан  колхоз «Красный путь» («Кзыл юл»).

## Население
| 2010 |
| ---- |
| 1261 |

Татары (99 %).

## Инфраструктура
- Администрация поселения
- Сельский Дом Культуры
- Сельская Библиотека
- Татарско-сайманская Средняя Школа
- Фельдшерско-Акушерский Пункт
- Пекарня ООО "САЙМАН-ХЛЕБОПРОДУКТ"
- Пилорама ООО "БЕРЁЗКА"
- Продуктовый магазин "Универсам"
- Продуктовый магазин "Алмаз"
- Продуктовый магазин "Юлия"

## Религия
Мечети
- Мечеть

## Достопримечательности
В селе Татарский Сайман Николаевского района Ульяновской области и его окрестностях имеются шесть родников. Из них три родника располагаются около села:
- Первый маленький родник находится в верхнем начале села, возле реки Метлейка.
- Второй родник располагается под небольшой скалистой горой, около речки Бекшанка. Его раньше в народе называли Большой родник.
- Третий родник находится в нижнем конце села, под горой, возле реки Бекшанка. Его всегда люди называли Родник мельницы (Мильча кизлэвэ).
- Пчелиный родник (Мурталар кизлэвэ) находится в лесном массиве Венец.
- Следующий родник с давних времён сайманцы называли Кудряевка кизлэвэ (родник Кудряевка).
- Родник Алны урман находится в 3 км к северу от Саймана называется Кирган.